# تاسیتوس
تاسیتوس با نام کامل مارکوس کلودیوس تاسیتوس (به لاتین: Marcus Claudius Tacitus) (زادهٔ حدود ۲۰۰ - درگذشتهٔ حدود ژوئن ۲۷۶) به مدت کوتاهی امپراتور روم از ۲۷۵ تا هنگام مرگش در ۲۷۶ بود.

## زندگی‌نامه
پیش از آنکه تاسیتوس به عنوان امپراتور جدید روم قدرت را در دست بگیرد، آن سرزمین به مدت ۴۰ سال توسط امپراتوران و غاصبان قدرتی اداره می‌شد که دارای سابقهٔ نظامی به عنوان افسر ارتش بودند. پس از قتل امپراتور اورلیان در ۲۷۵، شورای نظامی از سنای روم دعوت کرد تا برای انتخاب نجیب‌زاده‌ای به عنوان رئیس دولت وارد عمل شود. شش ماه طول کشید تا سنا در سپتامبر ۲۷۵ رأی خود را صادر کرد و تاسیتوس را به عنوان امپراتور جدید برگزید. او سناتوری مسن و ثروتمند بود که سابقهٔ دو بار خدمت به عنوان کنسول را داشت.
تاسیتوس در مدت کوتاه فرمانرواییش درگیر جنگی مداوم با قبایل متجاوز در امپراتوری شرقی بود. تاسیتوس در ژوئن ۲۷۶ در تیانا (نیگده در ترکیه امروزی) درگذشت و مشخص نیست که آیا به‌دست سربازانش کشته‌شد یا بر اثر بیماری درگذشت. پس از او برادر ناتنیش فلوریان، امپراتور روم شد.